# Fontana di Nettuno (Dresda)

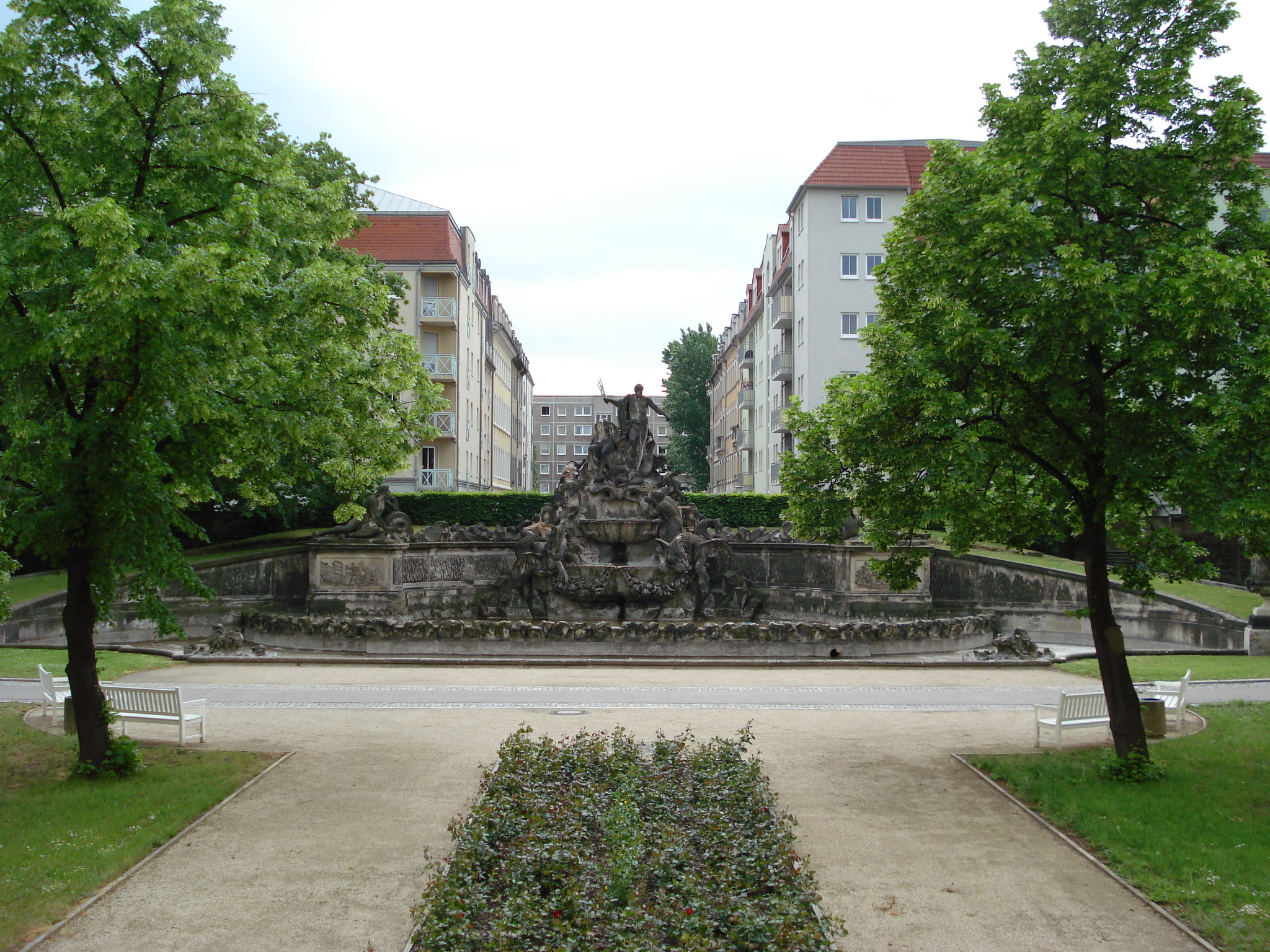
Fontana di Nettuno a Dresda

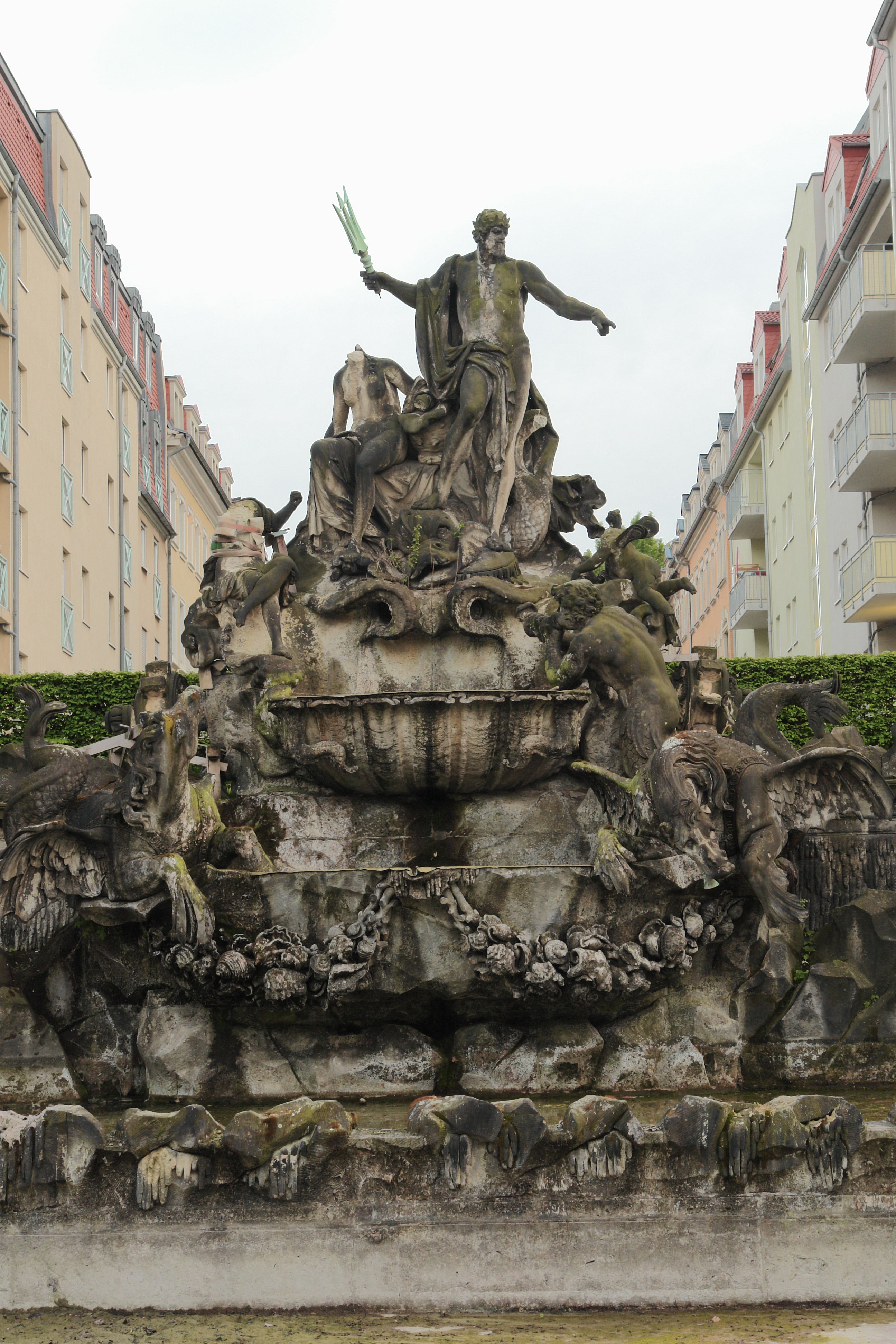
Fontana di Nettuno a Dresda: gruppo di figure centrali, prima del restauro

La fontana di Nettuno è il più significativo monumento barocco di Dresda. Essa si trova nel quartiere di Friedrichstadt, nell'ex giardino francese del Palazzo Brühl-Marcolini, oggi sede dell'ospedale di Dresda- Friedrichstadt.
La fontana fu eretta tra il 1741 e il 1744 dallo scultore italiano Lorenzo Mattielli, su progetto dell'architetto francese  Zacharias Longuelune.

## Costruzione
La fontana è costruita in pietra arenaria, è larga 40 m e "chiude" l'asse centrale del palazzo. Si sviluppa su tre piani ed è coronata dall'antica coppia di divinità del mare: Anfitrite e Poseidone su una carrozza a conchiglia. Quest'ultima è guidata da Zefiro e da una Nereide. Nettuno domina la composizione sollevando una corona con cui incorona Anfitrite, la sua sposa. Accanto vi è rappresentato un Tritone che soffia in un corno.
L'effetto della fontana sull'osservatore è limitato a causa degli interventi edilizi circostanti dal XIX secolo. La fontana si trovava in origine come punto panoramico alla fine di un viale ed era incorniciato da uno steccato abbellito da vasi in stile barocco. In questo modo Nettuno si mostrava come su un palcoscenico. Questa messa in scena venne modificata dal suo ultimo proprietario, Camillo Marcolini-Ferretti, quando attorno alla fontana furono messi a dimora dei pioppi. Dal 1845 il giardino ospita l'ospedale di Friedrichstadt e con la costruzione della clinica l'asse di prospettiva è scomparso.
Fin dagli anni 1850 vi furono progetti per trasferire altrove la fontana. Hans Erlwein formulò un progetto per eliminare l'edificio della clinica e ripristinare l'antica struttura del giardino. Dall'inizio degli anni novanta continuano a essere formulati progetti per lo spostamento della fontana, ma nessuno di essi è stato attuato.

## Situazione attuale
La fontana era stata abbandonata ai severi danni provocati dalle intemperie. Essa è così danneggiata, che intere parti del corpo di alcune figure sono devastate. Nel 2006 l'Accademia Sassone delle Arti ha lanciato una sottoscrizione in denaro per poterla restaurare.
Negli anni 2009/2010 fu realizzato il restauro della parte superiore della fontana. Per questo tutte le figure furono restaurate e completate. Con l'occasione la situazione iconografica del  1745 fu ristabilita, togliendo le aggiunte arbitrarie ottocentesche, come il tridente in mano a Nettuno, che ha ora nuovamente la corona di alloro nella sua mano destra ed è in procinto di porta sul capo della sua consorte Anfitrite. La nereide tiene nella sua mano sinistra un ramo di corallo. Zefiro porta il tridente di Nettuno. Lo scultore Robert Eduard Henze aveva, durante i lavori di restauro degli anni 1874/75, compiuto alcuni mutamenti artistici, che ora sono stati eliminati.
Nel maggio del 2013 i lavori di restauro furono nella più gran parte terminati e il 24 di quel mese il sindaco di Dresda inaugurò nuovamente la fontana. Ora la fontana è in funzione nei mesi estivi dalle 11:30 alle 13:30 e dalle 16:00 alle 18:00 nei giorni feriali e dalle 10:00 alle 12:30 e dalle 15:00 alle 18:00 la domenica e gli altri giorni festivi.
Ai piedi della fontana si trovano, alla destra e alla sinistra, due vasi per parte: i due alla destra, con la rappresentazione rispettivamente di Pan e di Apollo sono stati restaurati e il 1º luglio 2014 sono stati riposizionati. Solo i due vasi sulla sinistra, con le raffigurazioni rispettivamente di Artemide e di Dioniso non sono ancora stati restaurati e lo saranno nei prossimi anni se la sottoscrizione in denaro per tale scopo avrà successo.